# Генеральный хорунжий
Генеральный хорунжий — член генеральной старшины, высшее должностное лицо гетманской администрации в Украине в XVII—XVIII веках. 
Официальной обязанностью генерального хорунжего была охрана главной хоругви казацкого войска. Генеральный хорунжий занимался в основном военными делами и в определённой степени был адъютантом гетмана: выполнял важные военные и дипломатические поручения гетмана, назначался наказным гетманом. Изначально должность задумывалась для старшин, которые должны были оберегать и отвечать за охрану больших гетманских знамён (хоругвей). В реальной жизни — примерный аналог современного офицера Генерального штаба, наделённого комендантскими функциями. Вёл следствие в делах, связанных с преступлениями старшин. Иногда возглавлял личную охрану гетмана. В военное время мог командовать отдельными казацкими соединениями, исполнять обязанности наказного гетмана.

## В Украинской Народной Республике
Генерал-хорунжий — воинское звание в высшем командном составе Армии УНР и некоторых более поздних вооружённых формирований.

## Генеральные хорунжие
- Генеральные хорунжие